# 中村和之
中村 和之（なかむら かずゆき、1986年10月11日 - ）は、日本の舞台俳優。東京都出身。アールジュー所属。
劇団ハグハグ共和国所属。

## 出演

### 舞台
劇団ハグハグ共和国
- vol.23「Infinity」（2010年）客演
- vol.24「箱の中の空」（2011年）
- vol.25「シュガー×ペッパー」（2012年）
- vol.26「プロタゴニスト」（2013年）
- vol.27「おとなずかん①　今日ほど素敵なショウはない。」（2014年）
- 4団体合同企画「DooRs～とあるホテルの、とあるイチニチ～」（2014年）
- 児童劇「にじいろのゆめ」～2014年版～（2014年）
- vol.28「星の王子さま-Love the Life you Live-」（2015年）
- vol.29「ドローイング」（2015年）
- vol.30「Infinity」（2016年）
- vol.31「青の鳥 レテの森-The blue bird is at the bank of Lethe river-」（2017年）
- vol.32「おとながたり」 （2018年）
- 滋賀里劇場プレオープン公演「ひとつぶ ひとひら ひとかけら」（2019年）
- vol.36「青空トコロにより」（2022年）